# 満坂太郎
満坂 太郎（みつさか たろう、1931年6月22日 - 2003年10月18日）は日本の小説家、推理作家、時代小説家。

## 人物・来歴
東京生まれ。本名は川崎九越。東京学芸大学卒業。シナリオライターとして活躍後、1996年、新人物往来社主催の第20回歴史文学賞に「倫敦の土産」で佳作入選、同年『海賊丸漂着異聞』で東京創元社主催の第7回鮎川哲也賞を受賞しデビューした。

## 作品リスト
単行本
- 『海賊丸漂着異聞』東京創元社、1996年9月 創元推理文庫、2005年3月 ISBN 978-4-488-45201-8
- 『榎本武揚 ―幕末・明治、二度輝いた男』PHP文庫、1997年8月 ISBN 978-4-569-57048-8
- 『真説 仕立屋銀次』光文社時代小説文庫、2001年6月 ISBN 978-4-334-73168-7

短編
- 眉間尺 - 『創元推理』14 1996年秋号（東京創元社、1996年9月）
- 墓地の蝉 - 『創元推理』17号 ぼくらの愛した二十面相（東京創元社、1997年10月）

シナリオ
- ものしり博士（NHK、1961年 - 1969年、川崎九越名義）
- 人形佐七捕物帳（NHK、1965年 - 1966年、川崎九越名義）
- 大岡政談 池田大助捕物帳（NHK、1966年 - 1967年、川崎九越名義）
- 文五捕物絵図（NHK、1967年 - 1968年、川崎九越名義）
- 中学生日記（NHK、1976年 - 1978年、川崎九越名義）
- 蜃気楼博士（NHK少年ドラマシリーズ、1978年、川崎九越名義）